# Sračak
Sračak falu Horvátországban, a Károlyváros megyében. Közigazgatásilag  Žakanjéhoz tartozik.

## Fekvése
Károlyvárostól 21 km-re északnyugatra, községközpontjától 6 km-re délnyugatra, a Kulpa bal partján a szlovén határ mellett fekszik.

## Története
1857-ben 94, 1910-ben 91 lakosa volt. A trianoni békeszerződésig Zágráb vármegye Károlyvárosi járásához tartozott. 2011-ben 38-an lakták.

## Lakosság
| Lakosság változása | Lakosság változása | Lakosság változása | Lakosság változása | Lakosság változása | Lakosság változása | Lakosság változása | Lakosság változása | Lakosság változása | Lakosság változása | Lakosság változása | Lakosság változása | Lakosság változása | Lakosság változása | Lakosság változása | Lakosság változása |
| ------------------ | ------------------ | ------------------ | ------------------ | ------------------ | ------------------ | ------------------ | ------------------ | ------------------ | ------------------ | ------------------ | ------------------ | ------------------ | ------------------ | ------------------ | ------------------ |
| 1857               | 1869               | 1880               | 1890               | 1900               | 1910               | 1921               | 1931               | 1948               | 1953               | 1961               | 1971               | 1981               | 1991               | 2001               | 2011               |
| 94                 | 122                | 93                 | 103                | 83                 | 91                 | 66                 | 82                 | 71                 | 78                 | 85                 | 67                 | 53                 | 61                 | 45                 | 38                 |